# 5213 Takahashi
5213 Takahashi è un asteroide della fascia principale. Scoperto nel 1990, presenta un'orbita caratterizzata da un semiasse maggiore pari a 3,0004341 UA e da un'eccentricità di 0,0471060, inclinata di 9,47374° rispetto all'eclittica.